# فلوران مخجوف
فلوران مخجوف (11 يناير 1991، بإيفري سور سين في فرنسا) (بالفرنسية: Florian Makhedjouf)‏ هو لاعب كرة قدم فرنسي في مركز الوسط. شارك مع منتخب الجزائر تحت 20 سنة لكرة القدم ومنتخب الجزائر لكرة القدم. أما مع النوادي، فقد لعب مع باريس سان جيرمان ونادي النجم الأحمر سانت أوين ونادي سيدان.

## روابط خارجية
- فلوران مخجوف على موقع قاعدة بيانات كرة القدم.إي يو (الإنجليزية)
- فلوران مخجوف على موقع ليكيب (الفرنسية)
- فلوران مخجوف على موقع Soccerway.com (الإنجليزية)
- فلوران مخجوف على موقع عالم كرة القدم.نت (الإنجليزية)
- فلوران مخجوف على موقع GSA (الإنجليزية)